# Hebden Royd
Hebden Royd – wieś w Anglii, w hrabstwie ceremonialnym West Yorkshire, w dystrykcie metropolitalnym Calderdale. Leży 32 km na zachód od miasta Leeds i 276 km na północny zachód od Londynu.